# (4594) Dashkova
(4594) Dashkova es un asteroide perteneciente al cinturón de asteroides, descubierto el 17 de mayo de 1980 por la astrónoma soviética Liudmila Chernyj desde el Observatorio Astrofísico de Crimea (República de Crimea), Rusia).

## Designación y nombre
Designado provisionalmente como 1980 KR1. Fue nombrado Dashkova en honor a la filóloga rusa Catalina Dáshkova.